# Vladimir Rykov
Vladimir Vladimirovič Rykov (in russo Владимир Владимирович Рыков?, angl. Vladimir Vladimirovich Rykov; Novosibirsk, 13 novembre 1987) è un allenatore di calcio ed ex calciatore russo, di ruolo difensore.

## Caratteristiche tecniche
È un difensore centrale.

## Palmarès

### Club

#### Competizioni nazionali
- Pervenstvo Futbol'noj Nacional'noj Ligi: 1

Dinamo Mosca: 2016-2017